# IV. János pápa
IV. János (latinul: Ioannes), (kb. 600 – 642. október 12.) léphetett 72.-ként a pápai trónra 640. december 24-én. Kétéves pontifikátusa alatt szigorúan védelmezte a katolikus hitet Írországtól egészen Dalmáciáig. Térítőket küldött a szlávokhoz, és a krisztológiai vitákba is beleszólt.

## Életrajza és munkássága
Dalmáciában született, apját Venantiusnak hívták, aki jogtudós volt. A papi hivatást választotta, és egészen az archidiakónusi rangig jutott amikor elődje, Szeverin meghalt. Ekkor a római zsinat három napos gyász után Jánost választotta meg egyházfőnek. 640. december 24-én szentelték fel a keresztény egyház fejévé. A megválasztás és a felszentelés között eltelt rövid időből arra lehet következtetni, hogy János kinevezését nem a bizánci császár, hanem a ravennai exarcha hagyta jóvá.
Miután hivatalosan is elfoglalhatta trónját, János figyelmét szülőföldje kötötte le. Dalmácia földjére ugyanis szláv törzsek nyomultak be. A pápa enyhíteni akarta az ott élők szenvedéseit, így minden erejével igyekezett békére bírni a barbár népeket. Az egyházfő Márton apátot küldte el Isztriába és Dalmáciába, hogy a pápai kincstár vagyonából váltsa meg a keresztény foglyokat. Miután a lerombolt templomokat nem lehetett újjáépíteni, így a pápa elrendelte a dalmát és isztriai relikviák Rómába szállíttatását. János az Itáliába szállított szent ereklyék tiszteletére kápolnát emeltetett az örök városban, amely még ma is látható. A kápolna falait mozaikokkal díszítették, amely Jánost ábrázolja, amint a kápolna makettjét tartja kezében. Azonban az egyházfő nem elégedett meg ennyivel. Több misszionáriust is küldött Dalmáciába, hogy az új lakókat megtérítse a keresztény hitre. A korabeli krónikák szerint az egyik horvát fejedelem, Porga egész uradalmával megtért, és kérte Hérakleiosz császárt, hogy küldjön keresztény tanítókat udvarába. A császár Porga kérését továbbította Jánosnak, aki boldogan teljesítette kötelességét.
641-ben zsinatot hívott össze Rómában, amelynek elsődleges célja az volt, hogy elítélje a monotheletizmust, és ezzel együtt Hérakleiosz Ecthesis című művét, amelyet a császár I. Honoriusz pápa levele alapján írt. Azonban a műről időközben kiderült, hogy inkább csak politikai érdek kötődik hozzá, mintsem katolikus hit. A zsinat döntése után maga Hérakleiosz is elítélte az Ecthesist. János a bizánci trónörökösnek, Konstantinnak írt egy apológiát Honoriusz pápa életéről, amelyben az egyházfő burkoltan elődjének eretnekségét fejtegette. A vitát azonban el akarta kerülni, ezért nyíltan nem vetette fel Honoriusz eretnekségének kérdését. A zsinat hivatalos döntései között elfogadott egy levelet is, amelyet János az ír egyháznak küldött. Ebben a levélben üdvözölte, hogy Írország déli részén a húsvétot megfelelő időben tartják, viszont elmarasztalta az ország északi részeinek klérusát, mert azok nem tartották magukat Róma időszámításához. Ettől azonban Róma nagyobb hangsúlyt fektetett a pelagianizmus visszaszorítására. János figyelmeztette az ír egyházatyákat az eretnekség terjedésére a szigeten.
Pontifikátusának 642. október 12-én halálával lett vége. Testét a Szent Péter-bazilika őrzi.

## Művei
- Documenta Catholica Omnia (latin nyelven). (Hozzáférés: 2011. december 6.)